# 液压机械

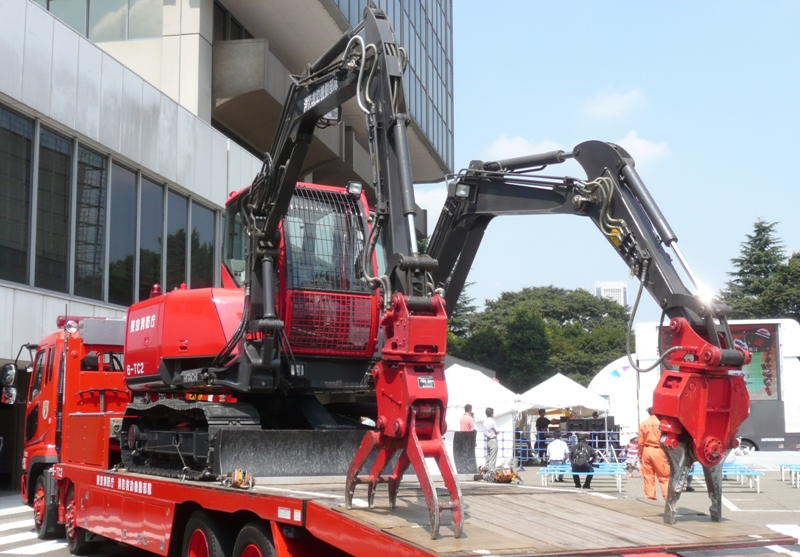
東京消防廳雙臂式作業機

液压机械（英語：hydraulic machinery）是通过流体力学原理增大机械力量的设备和工具，可应用于液压钳、手推液压叉车等小型工具，也可应用于一些重型设备中。以重型设备为例，液压液在其中通过液压泵以很高的压力被传送到设备中的执行机构。而液压泵由发动机或者电动马达驱动。通过操纵各种液压控制阀控制液压油以获得所需的压力或者流量。各液压元件则通过液压管道相连接。
和气动系统一样，液压系统也是基于帕斯卡定律；任何加于密闭系统内之流体的压力，其任意一点都将以同样的压力向各方传递。液压系统使用不可压缩流体（而非可压缩的气体）作为工作介质。
液压机械设备所以得到普遍应用，是由于传输功率大、且以精细的管道和灵活的软管传输，故其功率密度高、还有，适用功率的执行机构宽泛灵活、适当地改变受压面积增力巨大。相比于齿轮与轴构成的机械系统，液压系统的一个不足是，流经管路的流体阻力将引起一定的功率损失。

## 历史沿革
约瑟夫·布拉玛在1795年注册了液压压力机的专利。有一名叫亨利·马兹里者，在布拉玛店铺工作期间，提出造一杯状皮包（革囊），因此产生了神奇的结果，导致液压压力机最终替代了金属成型的蒸汽锤。
仅凭单个的蒸汽机提供大规模的动力是不现实的，于是液压系统中心站便应运而生。液压动力便在英国港口和欧洲其他各地，被用作起重吊装和其他机械操作。最大的液压系统就在伦敦。接着，液压动力普遍地被用在帕斯买转炉炼钢生产中；还被用于升降机；操控河道的闸门和桥梁的回转航道。这些系统的一部分，直到20世纪仍保持良好的工作状态。
按ASME，亨利·富兰克林·威克斯被称作“工业液压之父”。

## 力和扭矩成倍放大
液压系统的特點是，能以简单方式將力和扭矩倍大，并且与输入输出间的距离无关，不需要机械齿轮和杠杆連接，方法是变更两个连通缸之任何一个的有效面积，或变更泵和馬達中的任何一个实际排量（ml/r）。设计机械時，液压比率常與力或力矩的其他機械比率一同考慮，以達至最佳表現，例如用於挖土機的吊杆（吊臂）和履帶驅動輪。

### 例

#### 两个连通的液压缸
設缸C1半径为1吋，缸C2半径为10吋。若C1受力为10磅，則C2施力为1,000磅，因C2面积是C1面积的100倍。但與此同時，C1缸底侧相对位移100吋，对应C2的位移衹有1吋。这种情况的最普通应用是传统的千斤顶，此时，小直径的充液缸与被连接在大直径的起升缸上。

#### 泵与马达
若将排量为10 ml/r的液压回转泵接到排量为100 ml/r的液压回转马达上，驱动泵轴所需的扭矩将是马达轴所获扭矩的十分之一，但马达轴之转速（r/min）也仅为泵轴转速的十分之一。这种反比关系实际上和液压缸的例子是一样的。这种情况就是将线性之力換成扭转之力，定义為扭矩。

## 液压回路
液压回路是将传输液体的各个元件连接成套而组成的系统。这种系统之目的是要对流经之处的流体进行控制（犹如热力系统中的冷却剂的管网）或控制流体压力（如同液压放大装置）。例如，液压机械设备用液压回路（其中液压液被加壓流经液压泵、软硬管路、液压缸、液压马达等）來搬运重物。從个体元件出發描述流体系统的進路，是受到電路分析的启发。當電子元件互相独立（自成体系）且為线性时，电路較易分析；同樣，液压回路理论在考慮互相獨立的線性元件時較易分析。液压回路的元件包括管路或传输线路等无源（被动）器件，及诸如动力包（动力集成件）或泵等动力（主动）器件。这通常意味着，液压回路理論尤其適用於管道長而幼、泵互相分離的系統，例如化学工艺的流動系统，或微小尺度的装置。
回路是由下列器件组成：
1. 动力器件：液压动力包
2. 传输线路：液压管路
3. 执行器件：液压缸

要使液压油做功，必使其流入执行器件和／或马达中，之后返回油箱。然后过滤再重新泵出。液压油循环的路径被称作液压回路，有如下几种类型：
- 中开回路用泵提供连续的液流，经控制阀的中开通道返回油箱。換言之，若控制阀处于中位，則提供打开通往油箱的回油通道，而不會高压泵出油液；反之，控制阀一旦动作（阀位改变），将引导油液进/出执行器件和油箱。因为泵的输出是恒定的，油液的压力将随所遇阻力的大小而升降。若压力上升过高，油液会经溢流阀（英语：Relief valve）返回油箱。多個控制阀可串聯地集成。这种类型的回路可使用定量泵，其作业成本低廉。
- 中闭回路是不论任何阀门是否动作，都给控制阀提供充裕的压力的回路。液压泵的流量可變，在未有人操作阀门之先，泵出的流量非常之小。由于阀门改变了阀位，因此阀门的阀芯（滑阀）不必开启回油箱的中通回油通道。多路阀可并联到一起，系统压力对所有的阀门都是相等的。

### 开环

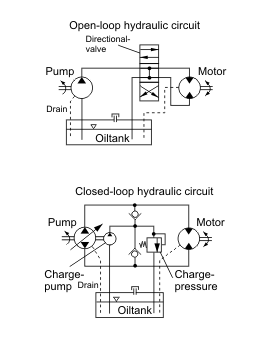
開環與閉環回路

开环系統中，泵的吸油口和马达的回油口（经由方向阀）都与液压油箱相连。术语“环”用作反馈之意。更确切的术语是开/闭相对的回路。中通回路用泵提供连续的液流。液流经控制阀的中通通道返回油箱，即，此时控制阀处于中位而提供了打开返回油箱的回油通道，且不让流体泵入高压，此外，一旦操作了控制阀，它将引导油液进／出执行元件和油箱。由于泵之输出恒定，油液的压力将随所遇阻力而升高。若压力上升过高，油液将经溢流阀返回油箱。多個控制阀可以互相串聯。这种类型的回路可使用定量泵，其作业成本低廉。

### 闭环
闭环系統中，马达的回油口直接与泵的吸油口连接。为保持低压侧的压力状态，回路要有一个补油泵（一个小的齿轮泵），它将过滤后的冷油提供给低压侧。闭环回路一般在车辆用途中用做静压传动。闭环的优势是，因根本没有方向阀，故响应快，回路可在较高的压力下工作。泵之回轉角可提供正反两个液流方向。缺点方面，由于液流的交换受到限制，故冷却可能会成为一个问题，并且，泵也難以用作其他液压功能。大功率闭环系统的回路中，为增加冷却和过滤的油量，通常必须装有“补液阀”，以使交换的油量大于泵和马达的基本泄漏量。补液阀通常被集装在马达的壳体内，以使马达自身壳体内的循环油液获得冷却作用。来自马达壳体内部循环作用引起的损失和球轴承引起的损失可能很大，因為車輛的马达轉速可达到4000－5000 r/min，全速行駛時甚至更高。泄漏量和额外的补油量一样，都将由补油泵提供，若设定用作高压和高马达转速传动中，大排量的补油泵是相当重要的。长時間高速行車時，若使用静压传动，油温高通常是主要的问题。高油温将大幅度降低传动装置的寿命。为抑制油温，运输设备必须降低系统压力，亦即，必须将马达排量限制在最小合理值下。推荐设备运行回路压力在200－250 bar范围内。
闭环系统亦有用於行走设备中，取代机械传动和液力传动（液力变矩器）。其优点是无级齿数比（无级变速／变矩），以及可随负载和操作条件，更灵活地控制传动速比。通常液压传动最大功率被限定在200 kW左右，在更高功率时，与液力传动相比，液压传动制造总成本将会更高。因此，大车轮的装载机和重型机械等通常采用液力转换（变矩／耦合）传动。近期液力传动方面取得了很多成就，效率有所提高，在软件开发上，性能有所改善，例如操作時可選擇不同的换挡程序，并细化了挡位，使其具備几近液压传动的特性。

## 恒压和负载-感知系统
地面运动机械（诸如轨道装载机等）用的液压传动常常备有一方独立的小脚踏板，它被用在车速降低过程中、临时增加内燃机的转速（rpm），以增加可获取的液压功率输出，从而保证液压装置能在低速下工作，而能增加牵引力。这种情形类似于发动机高转速下的齿轮变速箱
失控（rpm）。这一微小的功能将影响液压速比对内燃机转速（rpm）的预调特性。

### 恒压（CP）系统
中闭回路存在两种基本基本配置，通常与供油变量泵的调压器相关:
- 恒压系统（CP-系统），标准型。泵压总是等于泵的调压器设定的压力。此压力必须包括所需负载压力的最大值。泵将按所需液流总量配送给需求装置。如果机械在负载压力变幅较大下工作，则恒压（CP）系统将产生较大的功耗，而平均系统压力将比泵之调压器的设定压力低得多。恒压（CP）设计很简单，其工作类似气动系统。新的液压功能简单易行，且系统响应快。
- 恒压系统（CP-系统），卸载型。与“标准型”恒压系统（CP-系统）具有同样的基本配置。但系统中各阀均处于中位时，泵处于低压的卸载备用状态。不过不像“标准型”恒压系统的响应性那么快，但泵的寿命却可变得长久。

### 负载-感知（LS）系统
负载-感知系统（LS-系统）是在同时减少泵的流量和压力，并能满足负载需求的情况下，而产生的低功耗之系统。但这将涉及系统稳定性，在这方面，负载感知(LS)系统要比恒压（CP）系统需要做更多的调试（调优）。负载感知（LS）系统还要在方向阀中附加逻辑阀和补偿阀，这样一来，负载感知（LS）系统就要比恒压（CP）系统技术更加复杂，价格更加昂贵。负载感知（LS）系统将产生一个恒功率损失，这个损失与泵的调节器调低压力相关：
{\displaystyle {\text{功 率 损 失 }}=\Delta p_{\mathrm {LS} }\cdot Q_{\mathrm {tot} }.}
平均下来，负载-感知（LS）系统的增量（功率损失）{\displaystyle \Delta p_{\mathrm {LS} }}约为2 MPa(290 psi)。若泵的流量高，则额外损失可能相当大。若负载压力变化很大，功率损失也将随之增加。各油缸的（活塞）面积，马达的排量以及机械扭矩的力臂均需设计得足可满足负载压力，以便降低功率损失。在各项功能同时运行时，泵压将总是等于最大负载压力，而输给泵的动力将 =（最大负载压力+△P－LS）×总流量。
负载-感知系统的五种基本形式
1. 方向阀不带补偿器的负载感知形式。液压控制式的负载感知泵。
2. 方向阀每个进口设有补偿器（简称前置补偿-译者）的负载感知形式。液压控制式LS-泵。
3. 方向阀每个出口设有补偿器（简称后置补偿-译者）的负载感知形式。液压控制式的负载感知泵。
4. 方向阀进出口组合设置补偿器（简称复合补偿-译者）的负载感知形式。液压控制式的负载感知泵。
5. 电子同步控制泵的流量和阀的过流面积的负载感知，其响应更快，稳定性大增，系统损失更小。这是一种新型的负载感知系统，不过尚未充分开发。

从技术角度来看，阀块上按后置补偿安装补偿器，当然亦可按前置补偿安装，只不过它按后置补偿器工作。
第（3）种形式的系统给出的优势是，被激活的多种功能可同步实施，且不受泵的流量大小的影响。两个或更多被激活的功能间的流量关系不受负载压力的影响，甚至即便泵达到最大最大旋角情况下。这一特性对于其泵经常在最大旋角下运行的、且必须几个激活的功能必须保持速度同步的机械（诸如挖掘机）是很重要的。对于第（4）种类型的系统，要优先考虑前置补偿功能。例如：轮式装载机操作功能。后置补偿型的系统常带有相关阀门生产厂商的商标，例如，“LSC”（林德液压公司），“LUDV”（博士·力士乐液压公司-德），“Flowsharing”(帕克液压公司-美)等等。这种非正式的系统名称已为人们认可。但流体共享是个通用名称。

## 元部件

### 液压泵
液压泵给系统中各个元件提供油液。系统的压力（压强，下同）是因对抗负载而引起的。因此，一台额定压力为5000 psi的泵就有承受住5000 psi 负荷的能力。
泵的功率密度约比电动机的大十倍以上（功率密度=功率/单位体积）。这些泵由电动机或内燃机提供动力，经齿轮、皮带连接到一起，或接以柔性的弹性联轴器以减少震动。
用于液压机械的液压泵的通常类型是：
- 齿轮泵：价格便宜，皮实耐用（特别是齿轮转子型，外啮合），结构简单。效率低，因为它们是定量泵，且主要用于20 MPA（3000 psi）以下压力。
- 叶片泵：价格便宜，结构简单，性能可靠。具有良好的大流量-低压力之输出品质。
- 轴向柱塞泵：多数设有变量机构，以为压力自动控制下实现变流量输出。轴向柱塞泵有多种结构形式，包含斜盘式（有时被称作阀板式泵）和单向球阀式（有时被称作摇板式泵）。最普通的是斜盘式泵。斜盘改变角度将引起各个柱塞在公转一周时，做行程大小不等的往复运动，从而使输出的流量和压力发生改变（较大的排量角度将引起较大的流量，较低的压力，反之亦然）。
- 径向柱塞泵：通常用于压力非常高而流量较小的场合。

与齿轮泵或叶片泵相比，柱塞泵价格更昂贵，但在高压下工作也有很长的寿命，用油特殊，连续额定工作周期长。柱塞泵使液压装置的寿命提高了一半。

### 控制阀
方向控制阀按照既定的路径将流体注入期望的执行机构。它们(方向阀)的结构通常是在铸铁或铸钢壳体内装有一只滑阀。滑阀在壳体内不同位置之间滑动，流体则根据滑阀位置，按其沟槽和流道的通断而流动。
滑阀有一由弹簧保持的对中（中立）位置；在这一位置，来油或被封闭，或流回油箱。当滑阀滑动到一侧流道时，液压油将流入执行器，同时提供回油通道使来自执行器回油返回油箱。当滑阀反向移动时，进出流道均被关闭。当滑阀被允许返回中位时，执行器流道被关闭，滑阀锁定。
方向控制阀常被设计成可叠加的，每一液压缸对应一台阀，各阀叠装，进油口共用。
公差精密以能承受高压和避免泄漏，滑阀与阀体间的间隙极具典型，不得超过千分之一吋（25μm）。按三点模式（三点成面）将阀块（阀集成块）安装在机器的框架上，以免阀块扭曲和干扰阀之敏感组件。
滑阀位置可用机械杠杆、液压先导压力操控，或用电磁铁左右推动滑阀。允许部分滑阀作为密封伸出阀体之外，此时它被看做是操控器。
主阀块经常是按流量和性能挑出的一摞现成的方向控制阀。一些被设计成比例阀（流量与阀位成比例），而其他的可能就是一些简单的开关，可这些比例控制阀却是一个液压回路的最昂贵最精密的一些阀门。
- 压力补益阀被用在液压机械以下一些场合：接通回油路而保持少许压力，以作为制动、先导管路等之用...，接通液压缸防止超载引起液压管路/油封破坏。。接通液压油箱，保持少许压力，排出油液中水分和污染。
- 调压阀按回路之需降低供油压力。
- 顺序阀控制液压回路的顺序，以确保一只液压缸在另一只启动其形成之前得以完全伸出。举例言之。
- 梭阀提供逻辑或函数功能。
- 单向阀是单向流动的阀，在机器停止运行之后，它使蓄能器得以充液和保压，例如。
- 导控单向阀(液控单向阀)是一种借助外来压力信号能够打开的单流向的阀（为保证双向流动）。例如，若凭单向阀无论如何都不会举起载荷，而常常借助外来压力实现，这个外来压力来自接于马达或油缸的另外管路。
- 平衡阀实际上是一种特殊类型的液控单向阀。然而，此单向阀之开或闭，类似导控流控阀所起的那种平衡阀的作用。
- 插装阀实际上是单向阀的内部零件；它们是带标准封套的现成元件，很容易将其插装成专用阀块。其功能、结构很多：流路的通/断；比例控制；压力的补益等。它们一般用螺钉拧在阀块上，由电力控制以提供逻辑功能和自动功能。
- 液压保险器是指设在管路中的安全装置，其作用是，如果压力变得过低，它将封闭液压通路；如果压力变得过高，它将安全地排出流体。
- 辅助阀，在复杂的液压系统中，可能会有辅助阀块，它们所起的作用，操作者也未必看得见，诸如蓄能器的充压，风扇的冷却，空调动力等等。它们常常是为特殊的机器设置定制的阀门，可能由带有油口和钻出的流道之金属块体组成。插装阀被拧入油口，可由电器开关或微处理器，按路径需求电控（分配）流体动力。

### 执行器
- 液压缸。
- 液压马达（对应于泵）；为了控制更加精密，本马达按轴向配置方式，使用斜盘以及还有连续无间断（360°）的高精度机构。这都是由几个液压柱塞的依序动作频繁驱动的结果。
- 液压传动装置。
- 制动器。

### 液压油箱
液压油箱存有一定富裕的液压油，以调节下列情况引起的容积变化：缸的伸缩，操作温度引起的膨胀和收缩以及泄漏。油箱还要设计得有助于油水分离，此外还包括系统在峰值功率被用时蓄热器工作的损耗。搞设计的工程师总是承受着减小液压油箱尺寸的压力，而设备操作者总是欣赏更大的油箱。油箱也能有助于污物和其他颗粒与液压油的分离，由于固体颗粒通常多沉入箱底。一些设计构思包括将动力流道经过回油路径上方，使之成为一个小小的油箱。

### 蓄能器
蓄能器是液压机械的一个普通的元件。其功能是用压缩气体储蓄能量。蓄能器的一种类型是内带一个浮动活塞的筒状物。活塞的一侧有一个充压力气体的口，另一侧容腔充满液压油。充气皮囊则用在其他蓄能器的设计中。储液器则储存系统用油。
蓄能器使用的实例是作为驾驶或制动的后备动力，或起到液压回路减震器的作用。

### 液压油
众所周知，牵引车辆的用油，液压油乃是液压回路的生命。它通常是含有各种添加剂的石油基的油液。一些液压设备需用抗燃用油，这去取决于它们的应用环境。在一些工厂的食品备料现场，为了健康和安全，则要么用食用油、要么用水作为工作液。
除了传递能量之外，还需液压油给予元件润滑、耐污染，并将金属屑带给过滤器，以及具有良好地带走高温的功能。

### 过滤装置
过滤器是液压系统一个重要的元件，它的作用是清除油中的废弃颗粒污染物。机械元件不断地产生金属颗粒，需要连同其他污染一并清除。过滤器可以放置在许多地方，可以置于油箱和泵的进油口之间。滤油器的堵塞将引起气蚀（气穴）而可能引起泵的故障。有时滤油器置于泵和控制阀之间，这种布置成本较高，因为过滤器壳体承受压力，这将涉及消除气蚀和因泵的故障，而需保护阀的问题。第三种普通设置就是将过滤器设在回油路进入油箱之前。这种设置方式对于过滤器堵塞不甚敏感，不要求过滤器壳体能够承压。但源自外界的进入油箱的污染物，直到通过系统之前，至少一次未经过滤。过滤器使用精度在7μm - 15μm，取决于液压油的粘度等级。

### 管道、管路、软管
液压管道是由精密的无缝钢管构成的、专用于液压装置的管路。对应不同的压力范围液压钢管具有相应的标准规格，标准直径高达100 mm，厂商提供钢管长达6米，且经清洗、涂油和两端堵塞。管道是用不同类型的法兰（特别是大尺寸的承压管道）、焊接成锥状/乳头状连接的（用O-型环密封），或用一些类型的活接头，借助胀圈来连接。在较大尺寸的情况下，不允许将液压管路直接焊到管道上，因其内部无法检查。
水工用管不能用作标准液压管道，一般这些管道用于低压，它们可能采用螺纹连接，但通常采用焊接连接。因为大通径的管子通常都能做焊后内部检查。但未镀锌的黑色铸铁管并不适宜焊接。
液压软管是按工作压力、使用温度以及流体的兼容性分级的。决定软管能否用于管路或管道时，通常按照机器提供的机器动作的柔韧性和维护要求。软管是由橡胶和钢丝网层构成，橡胶层内裹着多层钢丝网和橡胶。液压软管外层抗磨，其折弯半径遵循机器需求做了精心设计，因为软管发生故障可是致命的，并且，违背软管的最小折弯半径时，将会引发故障。一般地，液压软管的尾端都有锻造钢制连接件。高压软管的最薄弱部分就是软管到连接件的连接处。软管的其另外的缺陷是，橡胶寿命较短，需定期更换，通常更换间隔为5-7年。
液压用钢管和管子在系统投入使用之前，内部都要涂油（冲洗），通常，管道系统表面涂以漆。在扩口处使用其他接头，螺母的底面所对的涂层要去除，该位置可能就是腐蚀开始之处。为此，船舶应用中管道系统多为不锈钢。

### 密封、接头和连接
液压系统的元件[动力元件（例如，泵），控制元件(例如，阀）和 执行元件（例如，缸）]需要连接起来，在尽量抑制和引导液压油无泄漏或无压力损失的情况下使之工作。在某些情况下，可以用螺钉将内有流道的各元件连接到一起。然而，大多数情况是用硬管或软管将流出一个元件的导入下一个元件。每一元件都有油液进、出点（称作油口），尺寸大小按预计流过流体的多少确定。
用于元件的附加软管和硬管有符合标准方式的标号。有人在意简单实用，有人追求较高的系统压力和泄漏控制更好。一般而言，最为普通的方式是，给每一元件提供一个螺纹接口（阴螺纹）给每一软管或硬管一个配套螺母，且使用带有对应阳螺纹的单独的转换接头将二者（元件与管）起来。这在功能性和经济性方面，对制造商而言，很容易实现。
连接有几个目的：
1. 将不同油口尺寸的元件连接起来。
2. 对接不同的标准；O-环，凸台（凹窝）对应JIS或对应平面密封的管螺纹，示例。
3. 为使元件方位合适，按需求选择90°，45°，直通接头，或回转接头。将它们设定在正确的方位，然后紧固。
4. 为将隔板硬件组成一体，使流体穿过挡墙。
5. 可将快断接头加到机构上，而与软管或阀门切断联系。

机器或重型设备的典型部位会有成千的密封接点，分為不同的类型：
- 管道连接，接头直到拧紧为止，很难正确判定角度接头拧得松紧程度。
- O-环窝，接头拧至O-环窝底，并判定是否合乎要求，附加的螺母拧到街头上，垫圈和O-环就位。
- 扩口连接，是通过一个锥螺母压入一个扩口的管套中，引起金属间压缩变形而形成密封的连接。
- 面密封，将含有沟槽和O-型密封圈大的金属法兰紧固到一起的密封形式。
- 梁密封（跨接密封）是昂贵的金属对金属的密封，主要用于航空航天业。
- 型锻密封，管子接有空间永存的、型锻密封的接头的密封形式，主要用于航空航天业。

弹性体密封件（O-型环和面密封）是重型设备中最普通的一类，它有承压6000 psi以上（40 MPA）流体的可靠密封能力。